# 久留島武彥
久留島武彦（1874年6月19日—1960年6月27日）是一位日本兒童文學作家，出生於日本大分縣玖珠郡森町（現玖珠町）。
他是村上水軍出身的來島通總後代，祖父是森藩最後的藩主久留島通靖。
久留島武彦在日本被稱為「日本的安徒生」。